# Max Hess (Maler)

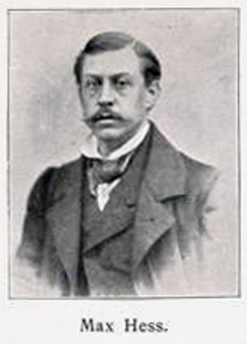

Max Hess (* 15. Oktober 1825 in München; † 19. Juli 1868 in Lippspringe) war ein deutscher Dekorations- und Historienmaler.

## Leben

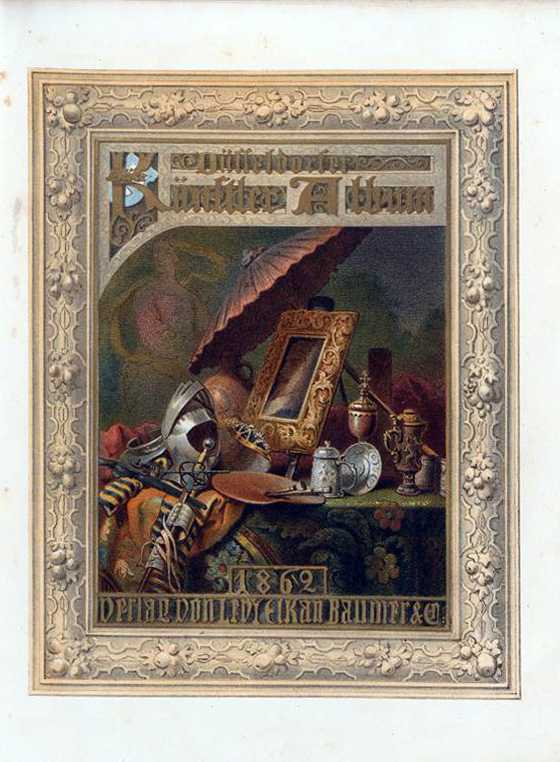
Kupfertitel in Düsseldorfer Künstler-Album, 1862

Hess erhielt um 1847 eine  Ausbildung im Atelier seines Vaters Peter Hess in München. Er ging, wie auch sein Bruder Eugen, um 1851 nach Paris. Dort war er Schüler im Atelier von Charles Gleyre. Nach 1851 war Hess in Düsseldorf ansässig, Mitglied des Künstlerverein Malkasten, und arbeitete für den Kunstsalon Eduard Schulte. Hess erhielt u. a. Gemäldeaufträge des Fürsten Karl Anton von Hohenzollern. 
1889 wurde in der Galerie Schulte im großen Oberlichtsaal der von ihm gefertigte Fries nach Thorvaldsens Triumphzug Alexander des Großen in Babylon vervollständigt.